# Metropolia greco-ortodossa di Chicago

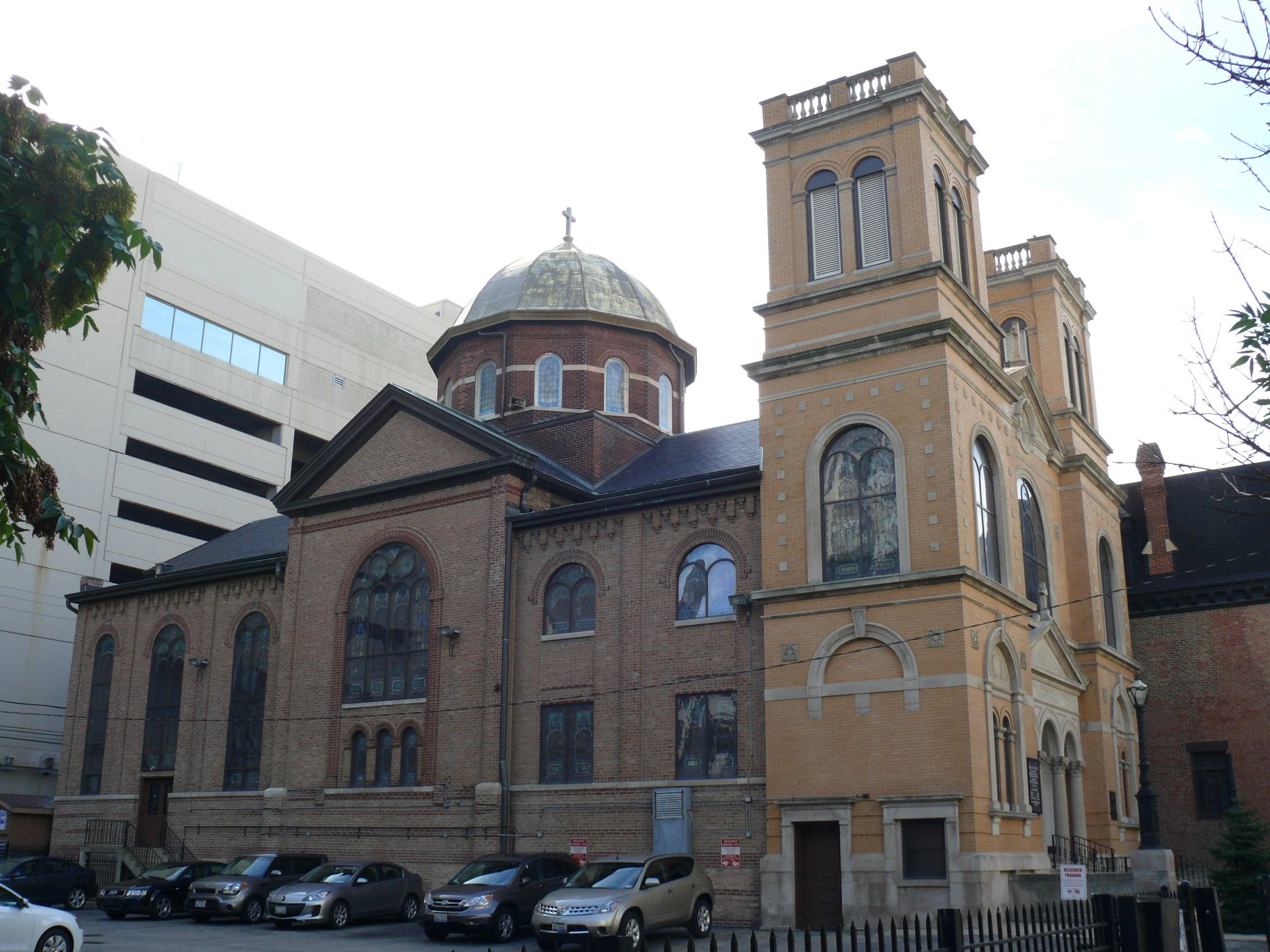
La cattedrale dell'Annunciazione di Chicago.

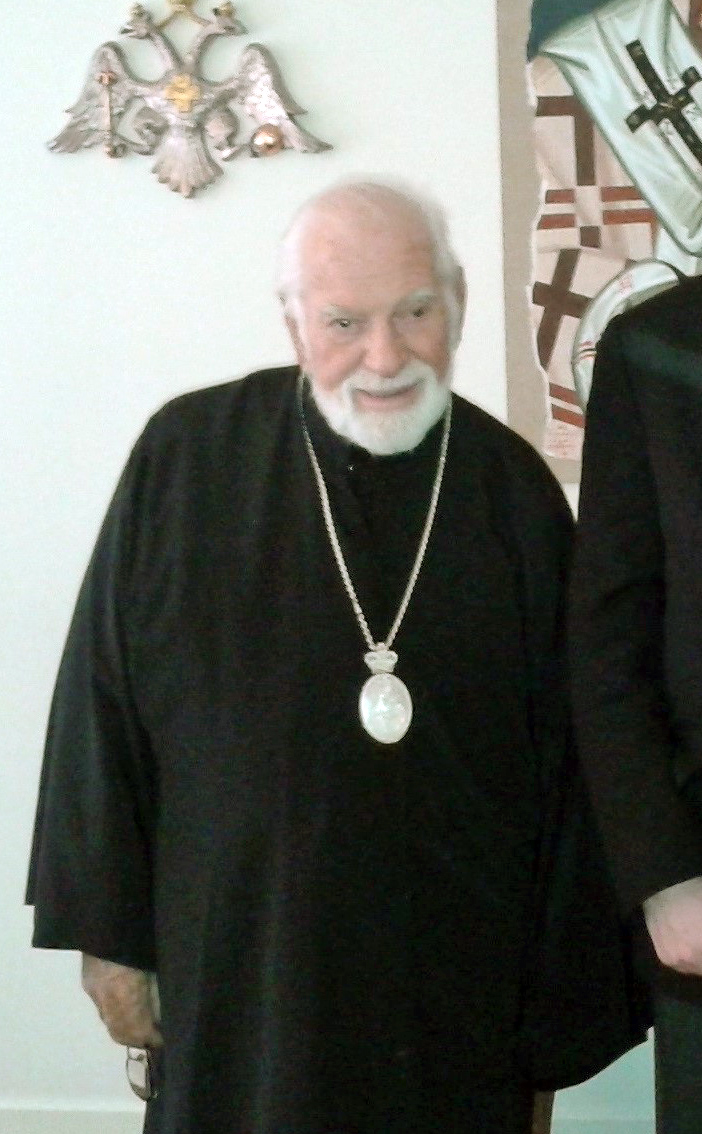
Iakovos Gkarmatis, metropolita deceduto nel 2017.

La metropolia greco-ortodossa di Chicago (lingua inglese: Greek Orthodox Metropolis of Chicago; lingua greca: Ἱερὰ Μητρόπολις Σικάγου) è una circoscrizione ecclesiastica dell'arcidiocesi greco-ortodossa d'America sotto la guida spirituale e la giurisdizione del patriarcato ecumenico di Costantinopoli.
Dal 2018 è metropolita di Chicago Nathanael Symeonides.

## Territorio
La metropolia comprende 58 parrocchie nella parte centro-settentrionale dell'Arcidiocesi d'America; ha giurisdizione sugli stati americani dell'Illinois, del Wisconsin, del Minnesota e dello Iowa, e su parte di quelli dell'Indiana e del Missouri.
Sede del metropolita è la città di Chicago, dove si trova la cattedrale dell'Annunciazione.
Nel territorio sorgono anche due comunità monastiche: il monastero della Santa Trasfigurazione a Harvard in Illinois; e il monastero di San Giovanni Crisostomo a Pleasant Prairie in Wisconsin.

## Storia
La diocesi greco-ortodossa di Chicago venne eretta il 17 maggio 1922 e costituiva una delle tre diocesi, assieme a quelle di Boston e di San Francisco, dell'Arcidiocesi del Nord e Sudamerica con sede a New York. A causa di dispute interne, lo status di autonomia dell'Arcidiocesi venne revocato e le tre diocesi furono soppresse il 10 gennaio 1931.
Successivamente, per il costante e progressivo aumento di comunità greco-ortodosse, il territorio americano fu suddiviso in distretti (Archdiocesan districts), a capo dei quali furono posti dei vescovi titolari (Assistant Bishops) per la cura pastorale dei fedeli.
In seguito alla riorganizzazione delle chiese greco-ortodosse americane, il 15 marzo 1979 la diocesi di Chicago fu ristabilita sotto l'autorità dell'arcivescovo d'America; il 20 dicembre 2002 la diocesi è stata elevata al rango di sede metropolitana.

## Cronotassi[4]
- Filarete Ioannidis † (21 giugno 1923 - luglio 1930 dimesso)
  - Gerasimo Ilias † (26 gennaio 1943 - 28 febbraio 1954 deceduto) (vescovo titolare)
- Iakovos Garmatis †  (15 marzo 1979 - 2 giugno 2017 deceduto)
- Nathanael Symeonides, eletto il 7 febbraio 2018[6]